# Jaclyn Narracott
Jaclyn Narracott (Brisbane, 5 novembre 1990) è una skeletonista australiana.

## Biografia
È sposata dal 14 giugno 2019 con l'ex skeletonista britannico Dominic Parsons, che è anche il suo allenatore.
Ha rappresentato l'Australia ai Giochi olimpici invernali di Pechino 2022, vincendo la medaglia d'argento nel singolo, alle spalle della tedesca Hannah Neise.

## Palmarès
- Giochi olimpici

Pechino 2022: argento nel singolo;